# Polsgolfsnelheid
Met polsgolfsnelheid (Engels: Pulse Wave Velocity, PWV) wordt binnen de geneeskunde de snelheid bedoeld waarmee een bloeddrukgolf (polsgolf) zich door de slagaderen verplaatst, ofwel:
{\displaystyle \mathrm {PWV} ={\dfrac {\Delta x}{\Delta t}}}
met {\displaystyle \Delta t} de verstreken tijd, en {\displaystyle \Delta x} de afstand waarover de polsgolf zich verplaatst heeft.
De meting van de PWV wordt sinds 2013 door de European Society of Hypertension (ESH) en de European Society of Cardiology (ESC) aangeraden als aanvullende test bij personen met een matig verhoogd risico op ziekte of sterfte door hart- en vaatziekten (HVZ) volgens de SCORE-tabel. De percentages zijn in de NHG-versie hoger (vanwege het meenemen van ziekte in de risicoschatting), maar de categorische indeling per individu (laag, matig of verhoogd risico) is in grote lijnen overeenkomstig.

## Beschrijving
Bij de samentrekking van het hart wordt naast een hoeveelheid bloed (slagvolume) ook een drukgolf (polsgolf) de vaten ingestuurd. Met de klassieke armbloeddrukmeting wordt van deze drukgolf de piek (bovendruk, systolische bloeddruk) en het dal (onderdruk, diastolische bloeddruk) bepaald. Met de PWV wordt niet naar de hoogte van de bloeddruk of naar de vorm van de drukgolf (polsgolfanalyse, Pulse Wave Analysis, PWA) gekeken, maar juist naar de verplaatsingssnelheid. Deze verplaatsingssnelheid heeft een direct verband met de stijfheid van de wand van het vaattraject in kwestie (vaatwandstijfheid).

## Achtergrond
Het verband tussen PWV en vaatwandstijfheid kan teruggevonden worden in de Moens-Kortewegvergelijking zoals afgeleid door Adriaan Isebree Moens en Diederik Johannes Korteweg.
{\displaystyle \mathrm {PWV} ={\sqrt {\dfrac {E_{\text{inc}}\cdot h}{2r\rho }}}}
Deze formule geeft aan dat de stijfheid van het vat (incrementele elasticiteitsmodulus, {\displaystyle E_{\text{inc}}}) een direct verband heeft met de polsgolfsnelheid ({\displaystyle \mathrm {PWV} }). Hierbij wordt aangenomen dat de dichtheid van het bloed ({\displaystyle \rho }) en de verhouding tussen de vaatwanddikte ({\displaystyle h}) en de vaatdiameter ({\displaystyle 2r}) over het gemeten traject niet veranderen. Voor korte vaattrajecten en voor de aorta blijkt dit voldoende waar te zijn om zinvolle metingen te kunnen verrichten.

## Meetmethoden
De polsgolf is in feite een energiegolf die zich door de bloedvaten begeeft. Deze golf kan geregistreerd worden als bijvoorbeeld een drukgolf (Pressure Wave) of een stroomgolf (Flow Wave). Om de gemiddelde snelheid over een vaattraject te bepalen moet de afstand tussen twee meetlocaties en het tijdverschil tussen de registraties bepaald worden. De afstand gedeeld door het tijdsverschil geeft de gemiddelde snelheid. In de meeste gevallen wordt gebruikgemaakt van de drukgolf. Het tijdsverschil kan alleen bepaald worden uit het vroege begin van de golf omdat verderop in de golf complexe terugkaatsingseffecten een grote rol spelen.

### Invasieve methoden
De meest directe en precieze methode voor het bepalen van de gemiddelde PWV over een bepaald vaattraject is meten in een bloedvat. Voor het schatten van het risico op hart- en vaatziekten worden dergelijke methoden niet gebruikt.

### Non-invasieve methoden
Als surrogaat voor de invasieve methoden zijn minder schadelijke technieken ontwikkeld. Het grootste probleem hierbij is het bepalen van de afstand die de polsgolf aflegt. Hiervoor kan onder andere gebruikgemaakt worden van MRI. Meten van de afstand met behulp van medische beeldvorming is te duur en tijdrovend voor de dagelijks praktijk. Tegenwoordig is uitwendige drukregistratie de norm voor gebruik in cardiovasculair risicomanagement. De PWV die het beste lijkt overeen te komen met de PWV van de aorta is carotide-femorale PWV (cfPWV). De druk wordt oscillometrisch of met behulp van occlusieve applanatietonometrie geregistreerd ter hoogte van de halsslagader (arteria carotis) en de bovenbeenslagader (arteria femoralis). Om de cfPWV zoveel mogelijk overeen te laten komen met de PWV van de aorta wordt tegenwoordig aangeraden 80% van de directe afstand tussen de meetlocaties te nemen. Een andere methode om de PWV van de aorta te schatten maakt gebruik van polsgolfanalyse (PWA). Deze methode lijkt echter niet goed overeen te komen met cfPWV. Er wordt zelfs gesteld dat bepaling van PWV uit PWA niet mogelijk is.

## PWV in de kliniek

### Europese richtlijnen
Er zijn twee Europese richtlijnen die in grote lijnen overeenkomen. Een versie uit 2012 van de ESC (en andere organisaties) en een versie uit 2013 van de ESC en ESH gemeenschappelijk. De ESH en ESC stellen de cfPWV als 'gouden standaard' voor het meten van vaatwandstijfheid. De ESH/ESC houden daarbij een afkapwaarde van 10 m/s aan als indicatie van asymptomatische orgaanschade zoals voorgesteld door van den Bortel et al. De richtlijnen van de Fifth Joint Task Force (2012) houden nog een afkapwaarde van 12 m/s. Het verschil berust in de schatting van de afstand gebruikt voor de snelheidsbepaling.
Bepaling van de cfPWV wordt vooral als nuttig gezien bij mensen met een matig verhoogd cardiovasculair risico. Bij deze groep mensen moet volgens de ESH/ESC worden gezocht naar tekenen van asymptomatische orgaanschade. Markers voor asymptomatische orgaanschade zoals microalbuminurie, verhoogde polsgolfsnelheid, linker ventrikelhypertrofie en plaque-vorming in de halsslagader zijn goede voorspellers van sterfte onafhankelijk van de SCORE-stratificatie en genieten daarom de voorkeur. De toegevoegde waarde van cfPWV bovenop klassieke risicofactoren, inclusief SCORE en de Framingham risk score, is in een aantal studies kwantitatief aangetoond. Een aanzienlijk deel van de patiënten (volgens SCORE 13% en Framingham bijna 16%) kan ingedeeld worden in een hogere of lagere risicogroep wanneer vaatwandstijfheid wordt meegenomen.

### Nederlandse richtlijnen
In Nederland is de Multidisciplinaire richtlijn Cardiovasculair risicomanagement (MDR-CVRM) opgesteld als algemene maatstaf voor artsen en paramedici. De MDR-CVRM is eveneens de NHG-standaard cardiovasculair risicomanagement. De huidige versie (tweede herziening) uit 2012 beroept zich vooral op de Europese richtlijnen van de ESC (Fourth Joint Task Force) uit 2007. Daarin wordt het belang van cfPWV nog niet zo sterk aangehaald als in de nieuwste versie uit 2012 (Fifth Joint Task Force). In de huidige Nederlandse richtlijn wordt de standaardbepaling van cfPWV daarom vooralsnog niet aangeraden.

### Interpretatie van PWV
Het verband tussen vaatwandschade en PWV is continu en de uitslag is afhankelijk van de gebruikte methode. Daarnaast is een normaalwaarde van PWV leeftijdsafhankelijk. Toch is door de ESH/ESC uit praktische overwegingen een afkapwaarde voorgesteld. Eerder werd een cfPWV van groter dan 12 m/s als indicatie voor behandeling gezien. Daarbij werd de directe afstand tussen de meetlocaties aangehouden als lengteschatting van de afgelegde weg door de gemeten polsgolf.  De huidige afkapwaarde (ESH/ESC 2013) is verlaagd naar 10 m/s, omdat met 80% van de directe afstand een betere schatting wordt gemaakt van de PWV in de aorta. Onderstaande tabel geeft een idee van de mate van vaatschade gekoppeld aan cfPWV uitslag (80% x directe afstand methode).
| Risicocategorie | cfPWV     | Interpretatie                                   |
| --------------- | --------- | ----------------------------------------------- |
| I-II            | <8 m/s    | Geen aanwijzingen voor verstijving van de aorta |
| III             | 8–10 m/s  | Tekenen van beginnende verstijving van de aorta |
| IV              | 10–13 m/s | Duidelijke tekenen van verstijving van de aorta |
| V               | >13 m/s   | Ernstige tekenen van verstijving van de aorta   |